# Papiro 85
El Papiro 85 (en la numeración Gregory-Aland) designado como {\displaystyle {\mathfrak {P}}}85, es una copia antigua de una parte del Nuevo Testamento en griego. Es un manuscrito en papiro del libro Apocalipsis y contiene la parte de Apocalipsis 9:19-10:2,5-9. Ha sido asignado paleográficamente a los siglos IV y V.
El texto griego de este códice es un representante del Tipo textual alejandrino, también conocido neutral o egipcio. Kurt Aland la designó a la Categoría II de los manuscritos del Nuevo Testamento.
Este documento se encuentra en la Biblioteca nacional y universitaria de Estrasburgo (en francés: Bibliothèque nationale et universitaire de Strasbourg) (P. Gr. 1028), en Estrasburgo.